# Postprandiaal
Postprandiaal is de medische term voor 'na de maaltijd' in tegenstelling tot preprandiaal dat 'voor de maaltijd' betekent.  Postprandiaal wordt ook wel gebruikt als tegenpool van basaal, de 'normale' situatie. 
De term wordt vooral gebruikt in de context van het meten van bloedsuikerspiegels zoals bij diabetes mellitus; na de maaltijd zal de bloedsuikerspiegel anders zijn dan voor de maaltijd.  
De term komt voor bij een aantal ziektebeelden zoals postprandiale hyperglykemie, postprandiale hypotensie. 
Na de maaltijd (het postprandium) wordt voedsel verteerd en vinden er voedselopname en metabolische processen plaats.  Het lichaam komt in een toestand waarin het parasympathische zenuwstelsel actiever wordt terwijl het orthosympathische zenuwstelsel juist minder actief is; het lichaam rust uit en neemt voedsel op.